# Unga Europa
Unga Europa var en 1834–1835 verksam, hemlig republikansk förening, uppkommen genom sammanslagning av flera nationella sådana, nämligen det 1831 stiftade Unga Italien samt de nybildade sällskapen Unga Polen och Unga Tyskland, tyska Junges Deutschland eller Das junge Deutschland. Förbrödringen ägde rum i april 1834 i Schweiz, där en mängd politiska flyktingar från olika nationer uppehöll sig; valspråket blev "frihet, jämlikhet och humanitet". Föreningarna var oberoende av varandra, men utskott från alla tre bildade tillsammans centralutskottet. År 1835 upptogs även Unga Frankrike (bestående av de i Sainte-Pélagiefängelset i Paris fångna republikanerna och carbonari i Ajaccio). Unga Tyskland var förgrenat i småklubbar och tillade sig domsrätt över sina medlemmar; förräderi straffades med döden, och varje av utskottet utsedd medlem var skyldig att verkställa en sådan dom. Mordet på spionen L. Lessing (november 1835) jämte ett tumultuariskt möte i närheten av Bern av tyska hantverkare föranledde schweiziska regeringen att 1836 utvisa Unga Europas ledare, varefter föreningen sönderföll. Unga Polen fortsatte från London och Paris sin verksamhet.

## Junges Deutschland (hemlig förening)
Det politiska hemliga Junges Deutschland grundades i april 1834 i Bern fem tyskar – däribland journalisten Carl Theodor Barth – på förslag av den italienska revolutionären Giuseppe Mazzini. Förebild var Mazzinis tre år innan i Marseille grundade Unga Italien (Giovine Italia eller Giovane Italia). Samarbete med savoyertåget för befrielsen av Sicilien misslyckades. Das Junge Deutschland slöt sig kort efter sitt grundande till den av Mazzini initierade gruppen Unga Europa.
Bland medlemmarna i det hemliga sällskapet var revolutionären Joseph Maximilian Moll och arbetsledaren Karl Schapper. I februari 1835 inträdde den till Schweiz emigrerade politikern George Fein i det hemliga sällskapet med säte i Liestal och ledde den centrala kommittén för Unga Tyskland från augusti 1835 till februari 1836. Han avsåg att frigöra Das junge Deutschland från Mazzinis organisation Unga Europa och förenas med Parisförbundet. På grund av olikhter i politiska avsikter avgick han, men han kom tillbaka i till det hemliga förbundet i mars 1836.
Tyska arbetarrörelsen i Schweiz var under inflytande av det hemliga sällskapet, vilket ledde till att flera schweiziska hantverkarföreningar bildades. 
Mellan det hemliga sällskapet och den litterära rörelsen Junges Deutschland fanns inga organisatoriska eller personliga förbindelser. Men båda grupperna visade några väsentliga likheter: båda var i opposition mot den då förhärskande politiken i Europa. Även den revolutionära, demokratiska och liberala politiska uppfattningen hos det hemliga sällskapet delades av företrädarna för den litterära gruppen. I motsats till den litterära gruppen av det hemliga sällskapet ville det hemliga störta regeringen.